# Toyota TS040 Hybrid
Toyota TS040 Hybrid är en sportvagnsprototyp, tillverkad av den japanska biltillverkaren Toyota mellan 2014 och 2015.

## Toyota TS040 Hybrid
Toyota TS040 Hybrid är en vidareutveckling av företrädaren TS30, anpassad för att möta 2014 års reglemente. Den åttacylindriga bensinmotorn är något större och hybridsystemet som på TS30:n bara verkade på bakhjulen har kompletterats med en elmotor även på framhjulen vilket gör bilen fyrhjulsdriven. Vid inbromsning lagras rörelseenergin i superkondensatorer för att sedan tillföra extra energi till elmotorerna vid acceleration. Tillsammans ger motorerna en effekt på 1000 hk.

## Tekniska data
| Tekniska data               | Toyota TS040 Hybrid                                                   |
| --------------------------- | --------------------------------------------------------------------- |
| Motor:                      | 90° V8-motor                                                          |
| Cylindervolym:              | 3,7 l                                                                 |
| Max effekt:                 | 520 hk                                                                |
| Max vridmoment:             |                                                                       |
| Ventilstyrning:             | Dubbla överliggande kamaxlar per cylinderrad, 4 ventiler per cylinder |
| Hybridsystem:               | KERS bromskraftåtervinning                                            |
| Växellåda:                  | 6-växlad sekventiell                                                  |
| Hjulupphängning fram & bak: | Dubbla tvärlänkar, torsionsfjädring                                   |
| Bromsar:                    | Keramiska skivbromsar                                                 |
| Chassi & kaross:            | Chassi i aluminium/komposit-honeycomb med kompositkaross              |
| L x B x H:                  | 465 x 190 x 105 cm                                                    |
| Torrvikt:                   | 870 kg                                                                |

## Tävlingsresultat

### Sportvagns-VM 2014
Toyota var mycket framgångsrika 2014 med segrar i fem av säsongens åtta deltävlingar. Sébastien Buemi och Anthony Davidson vann förarmästerskapet och Toyota tog hem konstruktörsmästerskapet före de senaste årens dominant Audi.

### Sportvagns-VM 2015
Efter ett framgångsrikt 2014 fick Toyota se sig omsprungna av konkurrenterna Porsche och Audi 2015. Med två tredjeplatser som bästa resultat, på Silverstone och Bahrain, slutade teamet på tredje plats i konstruktörsmästerskapet.